# یوهین راه‌راه
یوهین راه‌راه (نام علمی: Yuhina castaniceps) نام یک گونه از سرده یوهین است.